# Revue international de botanique appliquée et d'agriculture tropicale
Revue international de botanique appliquée et d'agriculture tropicale (abreviado Rev. Int. Bot. Appl. Agric. Trop.) fue una revista científica con ilustraciones y descripciones botánicas que fue editada en  en París por el Muséum national d'histoire naturelle. Se publicaron los números 26 al 33 desde 1946 hasta 1953. Fue precedida por Revue de Botanique Appliquée et d'Agriculture Tropicale y reemplazada por J. Agric. Trop. Bot. Appl..